# روبرتو غيريرو
روبرتو غيريرو (بالإسبانية: Roberto Guerrero)‏ هو سائق سيارة سباق كولومبي، ولد في 16 نوفمبر 1958 في ميديلين في كولومبيا.

## وصلات خارجية
- روبرتو غيريرو على موقع Racing-Reference.info (الإنجليزية)
- روبرتو غيريرو على موقع DriverDB.com (الإنجليزية)